# Aphrophora salicina
Aphrophora salicina is een halfvleugelig insect uit de familie Aphrophoridae. De wetenschappelijke naam van deze soort is voor het eerst geldig gepubliceerd in 1778 door Goeze.